# Starý Hrozňatov (zámek)
Starý Hrozňatov (dříve též Kinsberk, či Kinsperk z německého Kinsberg) je hrad přestavěný na zámek v obci Hrozňatov nedaleko města Cheb. Původní románský hrad byl postaven ve 12. století, ale dochovaná podoba je výsledkem mnoha přestaveb, z nichž poslední proběhla v novogotickém slohu ve druhé polovině 19. století. Zámek je spolu s kaplí Nejsvětější Trojice chráněn jako kulturní památka.

## Historie

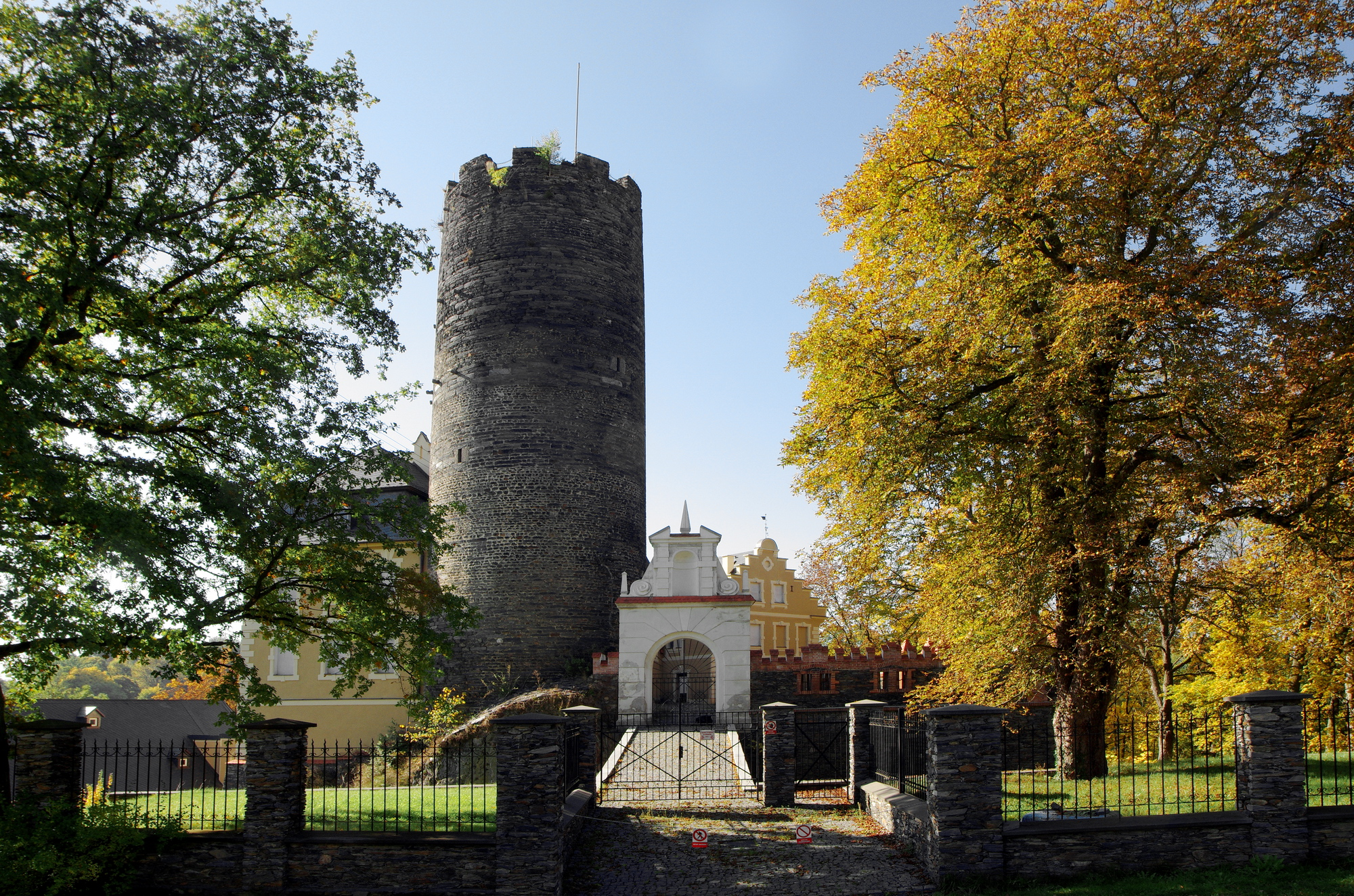
vstup do hradu

Hrad vznikl nejspíše již ve 12. století, kdy na něm mohl sídlit Ušalk z Kinsberka připomínaný v roce 1188. První písemná zmínka o hradu pochází až z roku 1217, ve kterém jsou na smlouvě falckraběte Raboda a hraběte Jindřicha z Ortenburku uvedeni jako svědci Jindřich z Kinsberka se svým stejnojmenným synem, kteří byli ministeriály chebské falce. Jejich potomkům hrad patřil ještě v roce 1259, ale o rok později přešel do zástavního držení plavenských fojtů, kteří jej o rok později vrátili. Ještě předtím však v roce 1233 proběhla raně gotická přestavba.
V roce 1322 získal Chebsko král Jan Lucemburský, a hrad se stal lénem České koruny. V letech 1342–1360 byl jeho správcem Arnošt Winkler z Falknova, roku 1380 Bohuslav z Hartenberka a od roku 1396 Jindřich Pluh z Rabštejna. Vdova po něm hrad v roce 1401 prodala městu Cheb, které ho o rok později přenechalo bratrům Albrechtu a Lorenci Frankengrünerovým, jejichž potomci na hradě sídlili s výjimkou let 1470–1486 až do roku 1506, kdy Starý Hrozňatov koupil za 3200 rýnských zlatých Kryštof z Týna. Pánům z Týna panství zůstalo téměř sto let. V letech 1603–1608 byli majiteli Tennerové, od kterých je získal za 36 000 rýnských zlatých rytíř Kryštof Elbogner ze Schönfeldu a Ottengrünu. V 16.  nebo na počátku 17. století proběhla renesanční přestavba.
Během třicetileté války hrad chátral a na jejím konci byl v roce 1647 obležen a dobyt švédským vojskem, které hrad obsadilo. Po válce byl hrad obnoven v barokním slohu a v roce 1658 jej koupili chebští jezuité. Po zrušení řádu v roce 1773 jejich majetek převzal náboženský fond, který jej spravoval až do roku 1824, kdy zámek koupil za 54 605 zlatých Jan Nonner z Prahy. Jan Nonner nechal na zámku provést pozdně barokní úpravy. Po roce 1872 se na zámku vystřídala řada majitelů, z nichž Josef Antonín Halbmayer jej nechal přestavět podle projektu architekta Adama Haberzettla v novogotickém stylu.
V roce 1945 byl zámek zkonfiskován, a v letech 1950–1965 využíván jednotkou Pohraniční stráže která ho zcela zdevastovala a hrozilo, že bude odstřelen a zbourán. V roce 1965 ho nakrátko získala Chebská galerie. Zámek ve Starém Hrozňatově zachránil její ředitel Bojmír Hutta, který zde zamýšlel vybudovat lapidárium barokní plastiky. Do areálu zámku byly svezeny poškozené sochy z pohraničí (většinou ze hřbitovů, křižovatek cest, božích muk apod.) a zde postupně procházely restaurováním. Huttovým přičiněním se opravený zámek roku 1968 otevřel pro veřejnost. Byl přizpůsoben potřebám galerie a kromě depozitáře a společenského sálu, kde se konaly přednášky a diskuse, v něm měly být zřízeny dva ateliéry a sochařská dílna pro plánovaná sochařská sympozia. Počátkem normalizace zámek opět zabavilo Ministerstvo vnitra, protože podle jeho názoru ležel příliš blízko západní hranice, a přestalo ho udržovat. Na počátku devadesátých let 20. století prošel zámek neúspěšnou privatizací a až do roku 2007 dále chátral. Rekonstrukce byla zahájena až po roce 2007 firmou ElitProfit.

## Stavební podoba

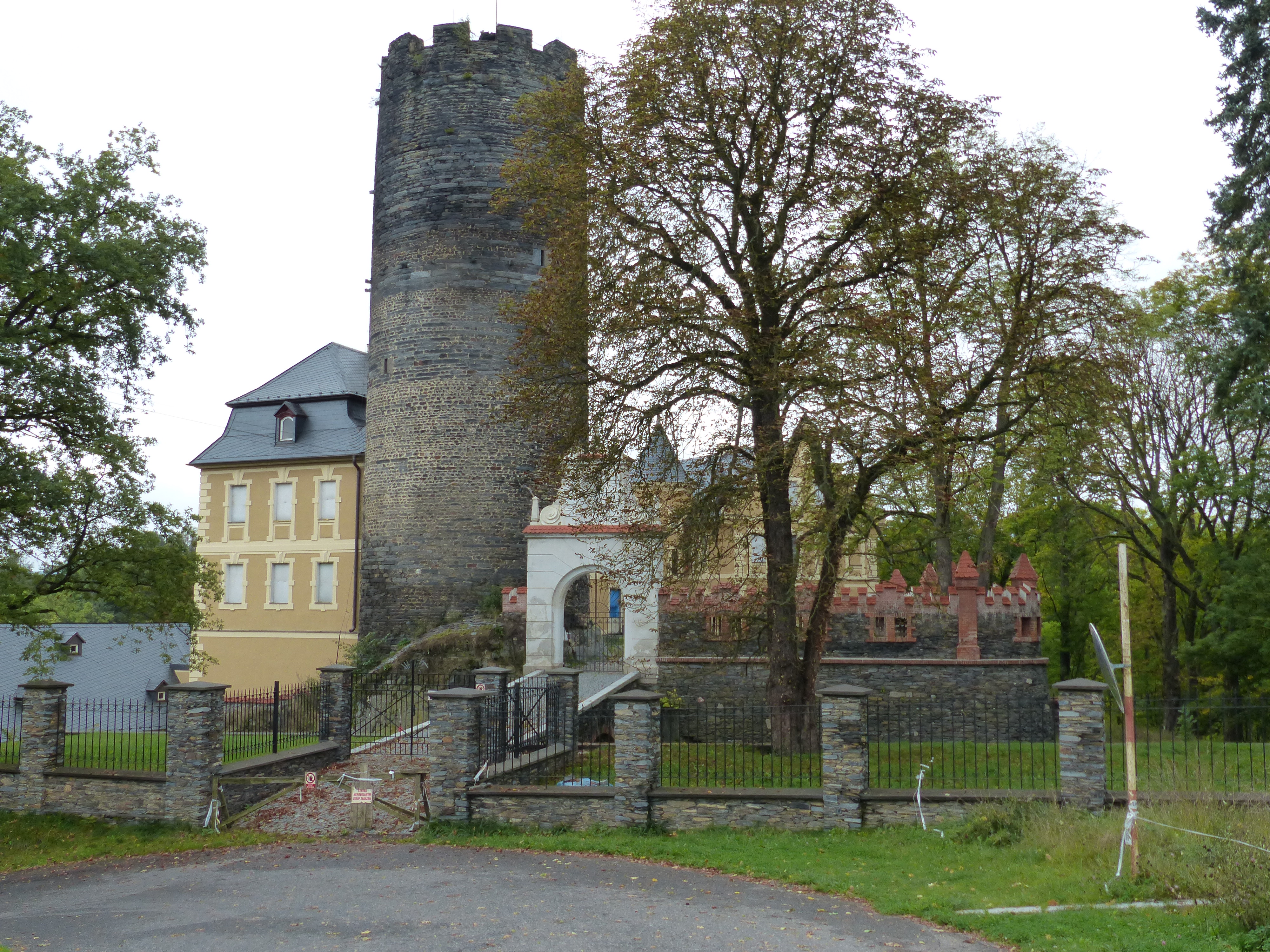
Černá věž

Zámek je od zbylé části vrchu, na kterém stojí, oddělen příkopem částečně vysekaným ve skále. Z nejstarší stavební fáze pochází románská Černá věž, což je okrouhlý bergfrit s plochostropými interiéry vyzděnými klasovým zdivem Do věže, jejíž zdi dosahují síly 2,9 metru, se vstupovalo po můstku ze sousední hradby portálkem v prvním patře. Na bergfrit navazovala hradba, ve které bývala brána, po které se v těle věže dochovala kapsa závory. Čelo chránila ještě parkánová hradba.
V jihozápadním nároží stávala čtverhranná obytná věž, ze které se dochoval sklep s rozměry 8 × 8 metrů. Před ní bývala další okrouhlá věž zvaná Shnilá, ale v roce 1842 byla zbořena. Obytná budova stála nejspíše také podél jižní hradby. Dochoval se z ní sklep, který mohl být v době vzniku budovy přízemím.
Palác na jihozápadní straně byl postaven během renesanční přestavby v 16. století a po třicetileté válce vznikla také zástavba na východní a severní straně hradu. Suterénní prostory západní strany bývaly považovány za románské, ale novější průzkumy prokázaly jejich gotický původ. Za románské jsou považovány pozůstatky zástavby odkryté v prostoru nádvoří archeologickým výzkumem a v podobě nepatrných zbytků dochovaná věž v západní části hradu.
V 19. století byly fasády budov empírově upraveny. Dochovaná podoba zámku pochází ze druhé poloviny 19. století, kdy bylo severní a východní křídlo zbořeno a na místě starého paláce vznikl romantický zámek.